# Drag (Szwecja)
Drag – miejscowość (tätort) w Szwecji, w regionie administracyjnym (län) Kalmar, w gminie Kalmar.
Według danych Szwedzkiego Urzędu Statystycznego liczba ludności wyniosła: 463 (31 grudnia 2015), 536 (31 grudnia 2018) i 550 (31 grudnia 2019).